# Hajnajnanyja
Hajnajnanyja je třetí album slovenské folkové skupiny Hrdza, které obsahuje 15 písní. Bonusem je skladba z úspěšného projektu Jarove pesničky (Keď som išiel...) a dosud nikde nevydaný remix písně "A tam hore dve jablone" z dílny The Net.
Název alba Hajnajnanyj je propůjčený z refrénu jedné z písní. Všechny písně jsou buď inspirovány slovenským folklórem nebo jsou úpravami slovenských lidových písní, kromě písně Stískaj, bozkaj, miluj ma, která pochází z Ukrajiny.

## Seznam skladeb
| CD             | CD                        | CD             | CD    |
| Pořadí         | Název                     | Autor          | Délka |
| -------------- | ------------------------- | -------------- | ----- |
| 1.             | Abože mi hrajte (intro)   |                | 1:34  |
| 2.             | Taká sa mi páči           | S. Gibarti     | 3:27  |
| 3.             | Dunaj                     |                | 3:10  |
| 4.             | Stískaj, bozkaj, miluj ma |                | 2:51  |
| 5.             | Chodila dievčina          |                | 3:38  |
| 6.             | Chvastúňska               |                | 3:40  |
| 7.             | Holubička                 |                | 3:14  |
| 8.             | Tancom sa opájam          |                | 3:06  |
| 9.             | Rozmarín                  |                | 3:52  |
| 10.            | Jedno leto                |                | 4:23  |
| 11.            | V šírom poli hruška       |                | 4:20  |
| 12.            | Priateľ                   |                | 2:48  |
| 13.            | Bačovská                  |                | 5:15  |
| 14.            | Keď som išiel             |                | 3:02  |
| 15.            | A tam hore dve jablone    |                | 3:25  |
| Celková délka: | Celková délka:            | Celková délka: | 51:51 |